# Bagel
Pour les articles homonymes, voir Bagel (homonymie).
Ne doit pas être confondu avec donut.
Le bagel (du yiddish בײגל beygl) est un petit pain en forme d'anneau, à la texture très ferme, fait d'une pâte au levain naturel, précuit par échaudage puis passé au four.
Ces petits pains d'une dizaine de centimètres de diamètre, originaires d'Europe centrale ou orientale, ont suivi les immigrants juifs d'Europe de l'Est aux États-Unis (New York) et au Canada (Montréal) où ils sont servis garnis de fromage blanc, de saumon fumé ou d'autres ingrédients selon leur disponibilité et l'imagination du cuisinier. On les retrouve parfois nature mais souvent aromatisés aux graines de sésame, de carvi, de pavot, à la cannelle, aux oignons frits ou encore au raisin.
Bien que les origines du bagel et de son nom ne soient pas tout à fait claires, la première mention par un document se trouve en 1610 dans une communauté juive à Cracovie, en Pologne.
Le 9 février est déclaré journée internationale du bagel,.
Bagel est parfois francisé en « baguel » ou « beguel ».

## Origine

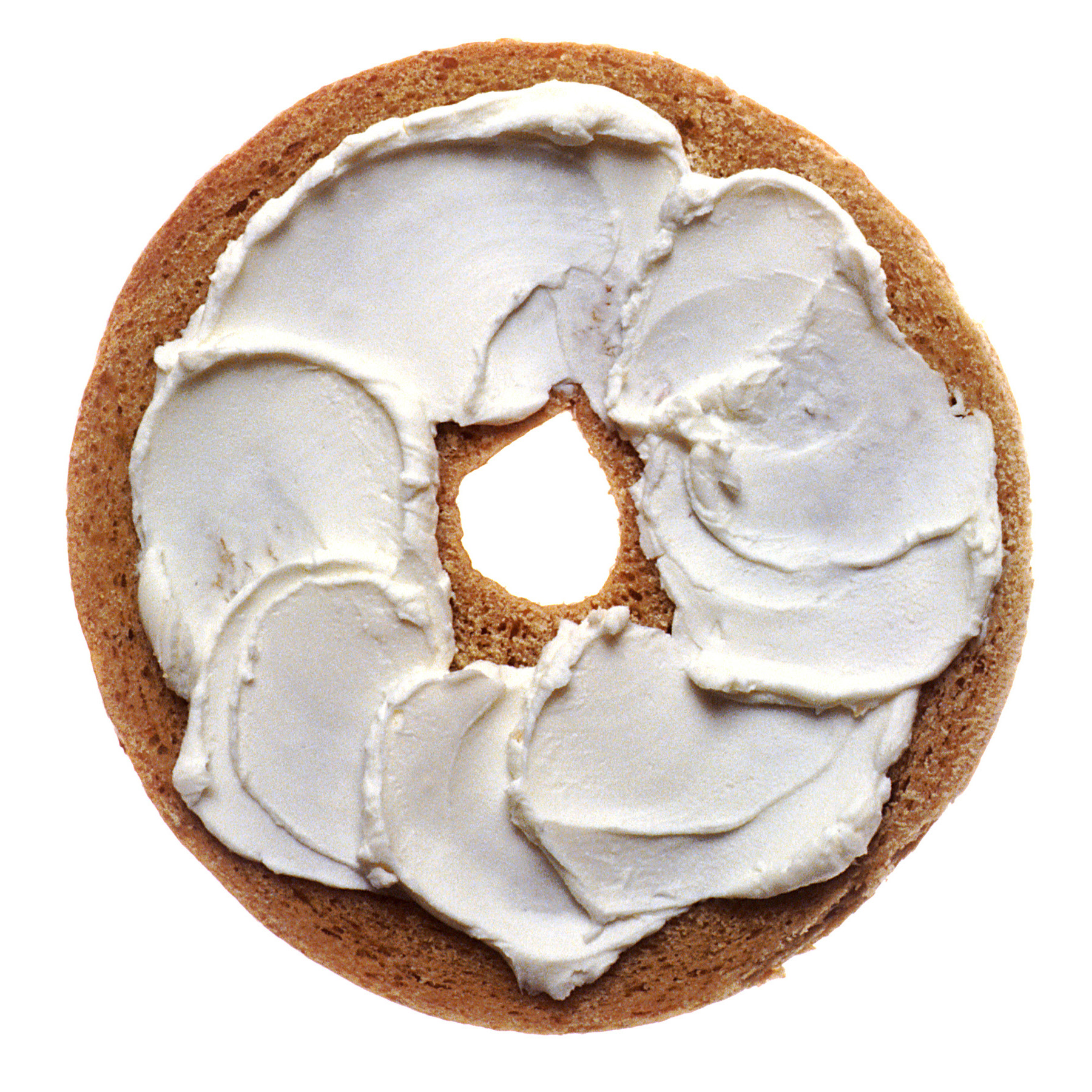
Moitié de bagel tartiné de fromage à la crème.

Contrairement à une légende très répandue, le bagel n'a pas été inventé par un boulanger de Vienne pour rendre hommage au roi Jean III Sobieski de Pologne-Lituanie qui repoussa l'invasion turque aux portes de Vienne par une charge de cavalerie. Le roi étant reconnu comme un fin cavalier, le boulanger décide de façonner sa pâte en cercle inégal avec un trou au centre pour donner l'impression d'un étrier (Bügel en allemand). De fait, le linguiste Leo Rosten recense la première mention du mot polonais bajgiel (lui-même dérivé du yiddish beygl) dans des sources de la communauté juive de Cracovie en 1610, qui indique que le pain était offert aux femmes ayant accouché,. Le bagel a donc été inventé en Pologne et non en Autriche, contrairement à ce qu'affirme le folklore.

## Variantes

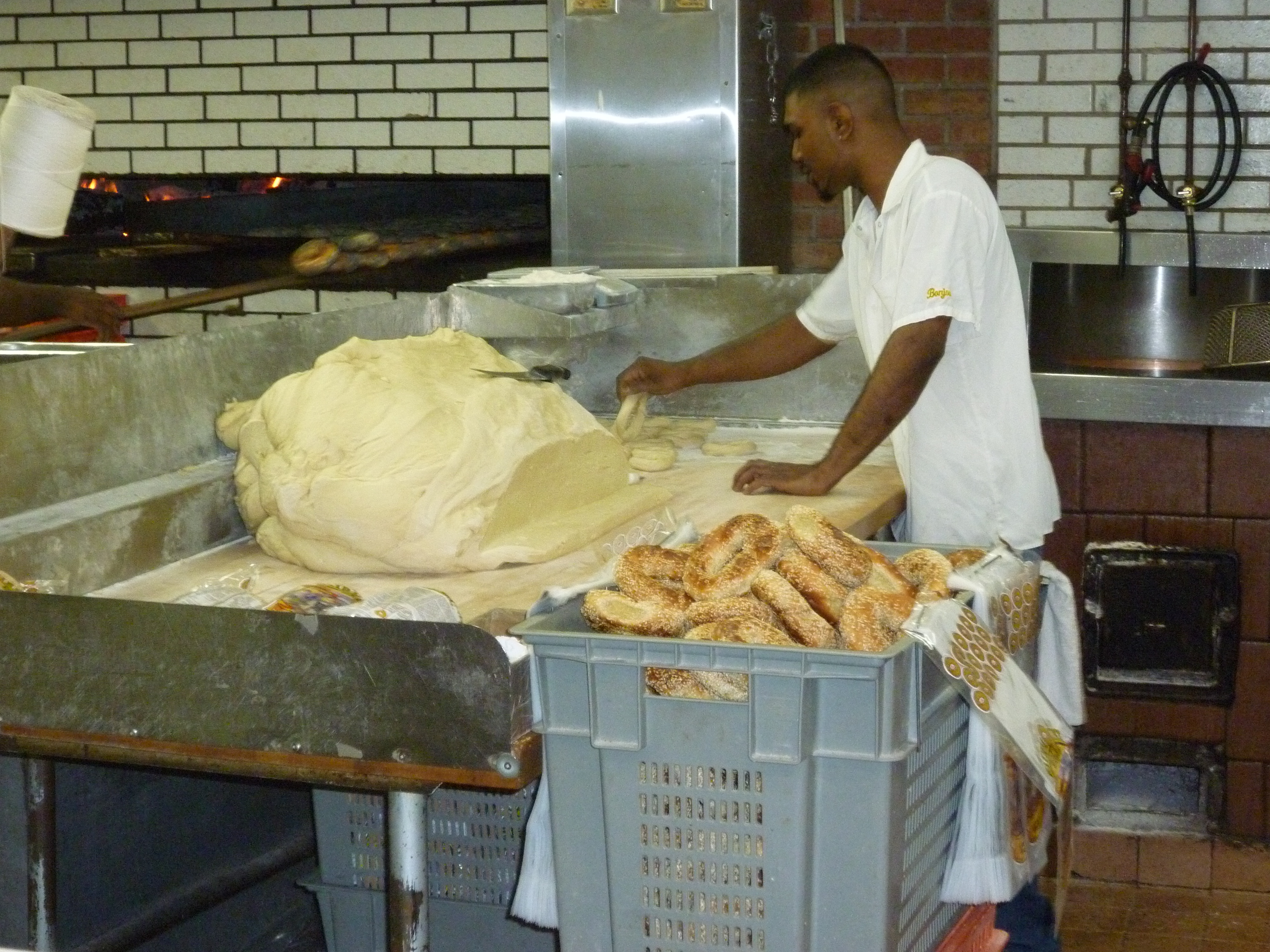
Fairmount Bagel, Montréal.

Les deux grands classiques du bagel en Amérique du Nord sont celui de Montréal et celui de New York. La pâte du bagel de Montréal contient du malt, de l’œuf, est légèrement sucrée, ébouillantée dans de l’eau adoucie au miel. Elle est cuite au four à bois qui lui donne une teinte irrégulière au hasard des flambées. Le bagel de New York, lui, est légèrement salé, poché à l’eau et est légèrement plus gonflé et plus croustillant que celui de Montréal qui paraît plus petit avec un plus gros trou et qui a une texture plus souple, caoutchouteuse et une saveur plus douce.
Fondée en 1919 par Isadore Shlafman, un immigrant venu de Kiev, Fairmount Bagel est la plus ancienne boulangerie de bagels à Montréal. La petite histoire veut que Shlafman se soit un temps associé à Hyman Seligman, avant que ce dernier ne fonde une boulangerie concurrente, la Bagel St-Viateur en 1957. Fairmount Bagel et Bagel St-Viateur sont, en termes de volume de bagels fabriqués, de personnes employées et de points de vente, les deux boulangeries de bagels les plus importantes de Montréal.

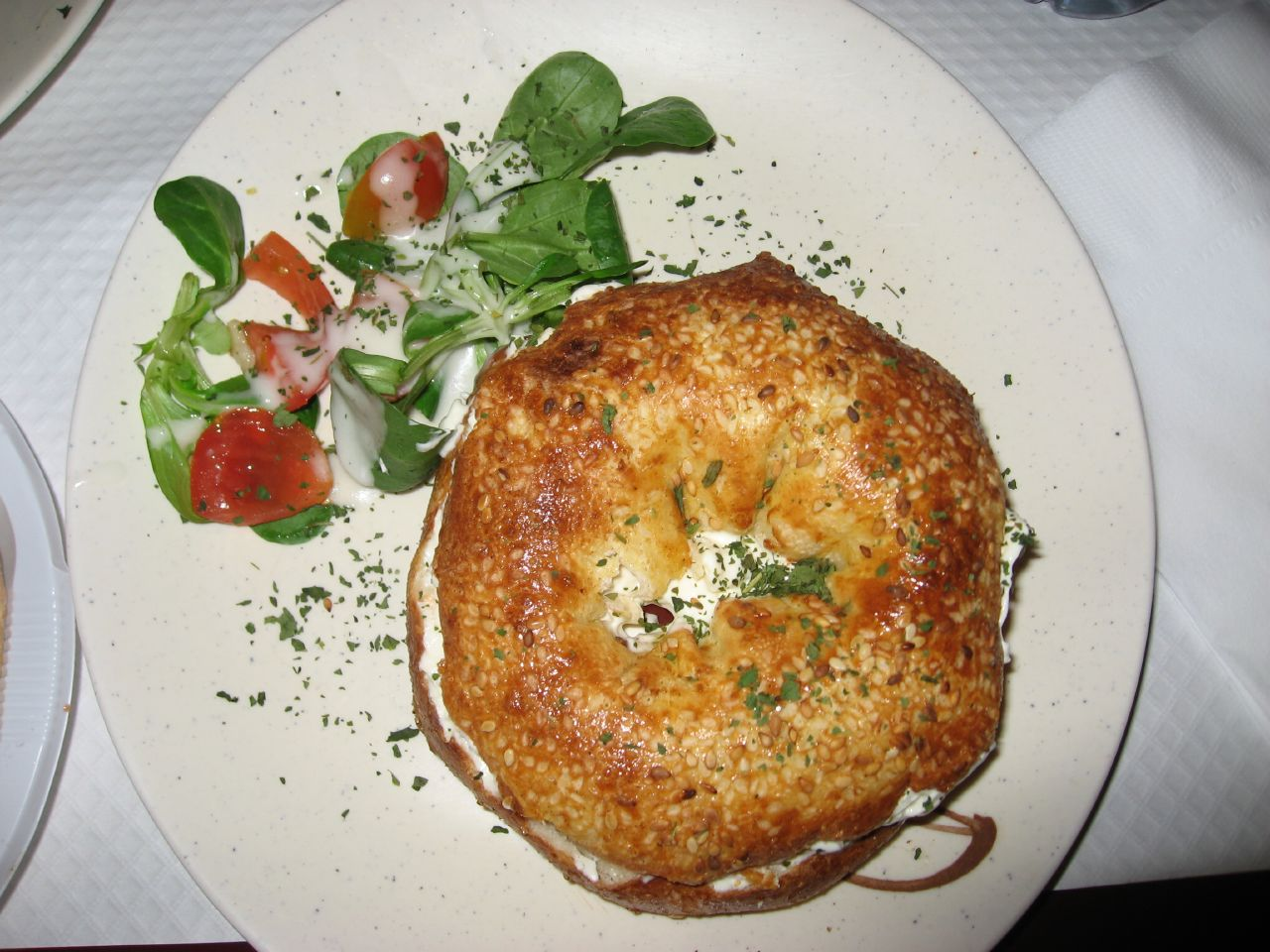
Bagel servi dans Le Marais, à Paris.

Le bagel américain se trouve sous la forme artisanale de la petite boulangerie de quartier, ou la forme industrielle dans la grande distribution et des chaînes de restauration rapide. La variété se trouve à la fois dans le mélange des farines de la pâte avec d’autres ingrédients et dans le mélange des garnitures, comme le raisin sec, les pépites de chocolat, les sortes d’aromates, l’oignon ou encore l’ail.

## Chaînes
Si les bagels sont fort présents dans la communauté juive, des chaînes se sont développées.
Aux États-Unis, le marché est partagé entre Einstein Bros. Bagels (en), NY Bagel Cafe & Deli.
En France, la première chaine à lancer les bagels est Best Bagels qui ouvre son premier restaurant à Lyon en 2004. Puis Best Bagels devient une franchise et plusieurs restaurants s'ouvrent en France, suivis de près par la chaîne Bagelstein qui lance une franchise de boutiques de bagels en 2011.